# Char (televisieprogramma)
Char is een Nederlands televisieprogramma, dat van 2002 tot 2010 werd uitgezonden door RTL 4. Centraal hierin staat het Amerikaanse 'medium' Char Margolis, dat in het programma contact probeert te leggen tussen aanwezige gasten en hun overleden familieleden en vrienden.
Het programma werd in mei 2002 voor het eerst uitgezonden. Presentatrice was Chazia Mourali. In december 2002 volgden nog eens vier afleveringen en in september 2003 werd er een nieuwe reeks van vier afleveringen uitgezonden. In de daaropvolgende jaren werden telkens nieuwe reeksen opgenomen. Behalve onbekende personen verschenen er ook bekende Nederlanders in de show, zoals Danny de Munk en Irene Moors.
In december 2007 werd presentatrice Mourali vervangen door Sylvana Simons.

## Kritiek
In een artikel in Skepter, het blad van de stichting Skepsis, werd beweerd dat de 'paranormale gaven' van Margolis steunen op cold reading-technieken. Daarbij zou een groot deel van de gesprekken niet worden uitgezonden en is er mogelijk sprake van voorkennis, doordat er voorgesprekken plaatsvinden. Het televisieprogramma Zembla, dat op 23 maart 2008 een onderzoek presenteerde naar Char, kwam tot nagenoeg dezelfde bevindingen.

## Noot
1. ↑  Cold reading met geesten : Spiritistische mediums als tv-amusement, Skepter 19, voorjaar 2006.